# Nicodemismo

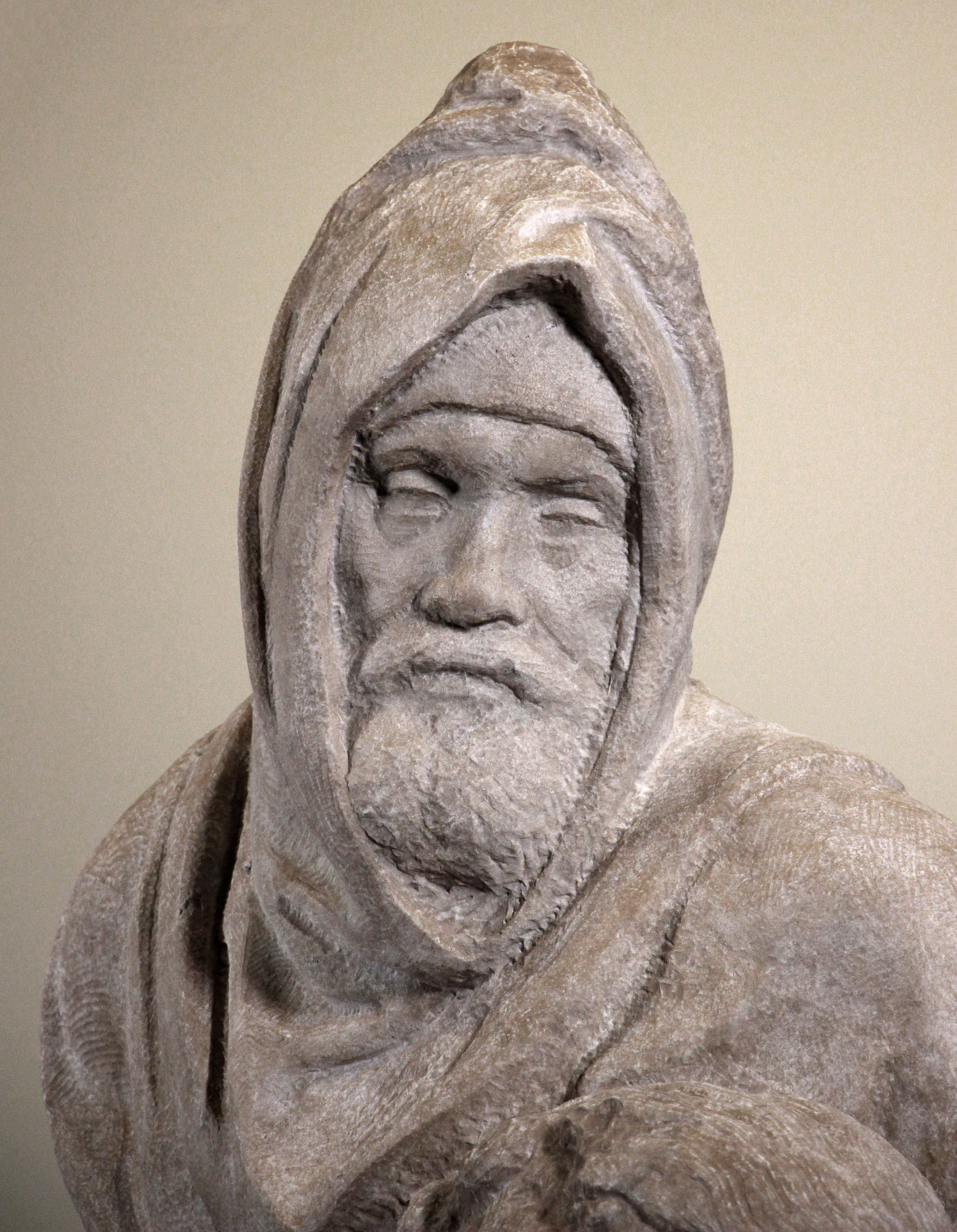
Il Nicodemo (o Giuseppe d'Arimatea) della Pietà Bandini di Michelangelo Buonarroti

Il termine nicodemismo indica «il comportamento di chi, aderendo a un orientamento ideologico, religioso o politico, non fa pubblica professione delle sue idee, ma tende a nasconderle conformandosi esternamente alle opinioni dominanti». Chi pratica tale comportamento è detto nicodemita, termine storicamente adoperato in chiave polemica per indicare i cristiani protestanti del XVI secolo che dissimulavano la propria adesione alla fede riformata per sottrarsi a possibili persecuzioni da parte delle autorità cattoliche.
L'espressione deriva da Nicodemo, il fariseo che, nel Vangelo secondo Giovanni, di notte andava di nascosto ad ascoltare Gesù, mentre di giorno simulava una piena adesione al farisaismo.

## Origine

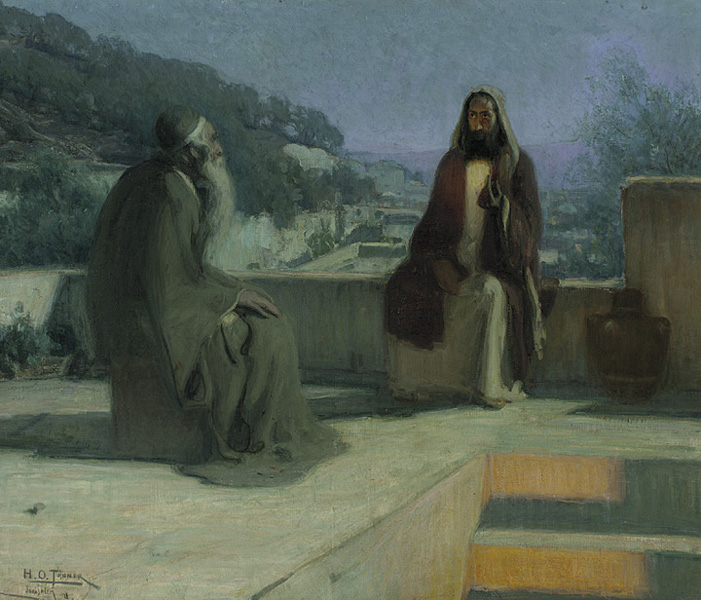
Gesù e Nicodemo sul tetto, dipinto di H.O. Tanner, 1899, Pennsylvania Academy of the Fine Arts

Il termine fu creato da Giovanni Calvino per designare l'atteggiamento di quei protestanti che, per evitare la persecuzione della Chiesa cattolica, si fingevano pubblicamente cattolici, partecipando anche alle funzioni religiose. Calvino condannò questa pratica equiparandola al peccato di idolatria, dovendo invece il cristiano, a suo avviso, testimoniare pubblicamente la propria fede anche a costo del martirio o dell'esilio. La simulazione, sempre secondo Calvino, implicava infatti una svalutazione degli apparati ecclesiastici, rimettendo in discussione la loro necessità storica ma anche l'essenza stessa della religione, risolta nella fede interiore, per sua natura individuale e non incanalabile in quadri dogmatici e istituzionali definiti. Nel contempo, consentiva di non rompere con il proprio ambiente di riferimento, offrendo una via di compromesso. Proprio in quanto risposta di sopravvivenza alla crisi della divisione confessionale della società cristiana, il nicodemismo si diffuse in tutta l'Europa. Il nicodemismo fu invece approvato e praticato dal teologo spagnolo Juan de Valdés.
L'esortazione, fatta da Calvino, a professare apertamente la propria fede anche in terra cattolica, fu appoggiata anche da Giulio Della Rovere, che nel 1552 scrisse proprio una Esortazione al martirio. 
La discussione si allargò investendo anche la legittimità della fuga dai territori cattolici per sfuggire la persecuzione - dal momento che la fuga avrebbe così evitato lo «scandalo» della simulazione - tema sul quale scrissero gli italiani fuggiti in Svizzera Celso Martinengo, Lattanzio Ragnoni, Pietro Martire Vermigli, Scipione Lentolo, Alessandro Trissino.

## Utilizzi nella storia
Nel 1601 anche l'antitrinitario Fausto Sozzini, in una riunione di unitariani tenuta a Raków, sostenne la legittimità della fuga per sfuggire la persecuzione, citando lo scritto di Atanasio De fuga in persecutione, aggiungendo di ritenere che non sempre la dissimulazione della propria fede sia peccato, dal momento che anche Cristo simulò quando «finse di andare oltre».
Anche per Michelangelo Buonarroti si è ipotizzata l'adesione nicodemica alla dottrina della giustificazione per sola fede, propria della Riforma protestante e del circolo valdesiano a cui, fra gli altri, apparteneva Vittoria Colonna, con la quale l'artista ebbe un lungo e fitto rapporto, intessuto di interessi artistici e religiosi. Questi ultimi vengono fatti risalire, oltre che all'influsso del Valdés, anche a quello dell'Ochino, il generale cappuccino protagonista di una tormentata evoluzione religiosa che lo portò dall'evangelismo valdesiano al calvinismo e infine alle teorie anabattistiche.
Nell'analisi di due disegni regalati da Michelangelo a Vittoria Colonna, una Pietà ora all'Isabella Stewart Gardner Museum di Boston, e un Crocifisso ora conservato al British Museum di Londra, unitamente all'analisi di alcune rime religiose dell'artista, si è cercata la conferma dell'adesione alla dottrina della fede come dono gratuito. Un suggestivo indizio del nicodemismo di Michelangelo sarebbe altresì la sua famosa Pietà Bandini, conservata al Museo dell'Opera di Santa Maria del Fiore di Firenze, dove nel volto della figura incappucciata di Nicodemo che sorregge il cadavere di Cristo, si individua l'autoritratto del Maestro.